# Museo pontificio della Santa Casa
Il Museo pontificio della Santa Casa è accolto in 10 sale dell'ala occidentale del palazzo Apostolico che sorge in piazza della Madonna a  Loreto, nelle Marche.
Conserva il cosiddetto Tesoro della Santa Casa, costituito da dipinti, sculture, arazzi, maioliche, oggetti d'oreficeria, mobili e suppellettili provenienti dal santuario e donati alla Santa Casa nel corso dei secoli.

## Storia
Con il cantiere di restauro della basilica, operato da Giuseppe Sacconi fra il 1884  e il 1905, si vollero raccogliere quelle opere, oggetti e il Tesoro della Santa Casa che scamparono la depredazione napoleonica del 1797.
Successivamente le collezioni vennero ampliati con opere acquistate, soprattutto statuette da presepio dei secoli XVII-XIX.
Dopo un furto avvenuto nel 1974, a partire dal 1979, il museo viene ristrutturato e riorganizzato e le opere restaurate. Inoltre fra il 1992 e il 1996 si ristrutturano anche i piani superiori, adibiti a ingrandire il museo.

## Collezioni

### Lorenzo Lotto

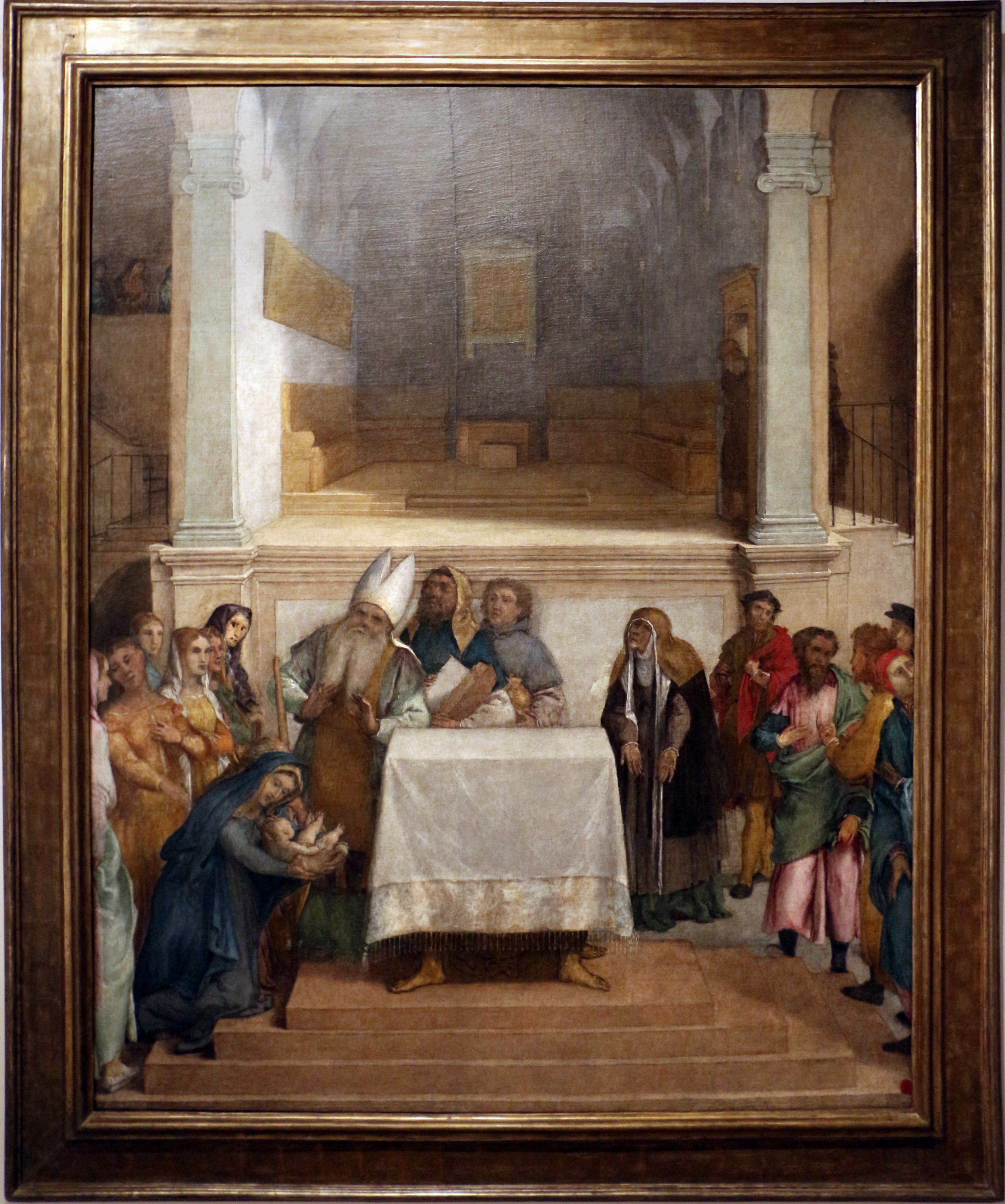
La Presentazione al Tempio di Lorenzo Lotto

Vi sono conservate nove tele di Lorenzo Lotto, che operò nelle Marche tutta la prima metà del XVI secolo. A Loreto, in particolare, si stabilì nel settembre del 1554, in età avanzata, collaborando come oblato con il Santuario, vi morì alla fine del 1556.
Le opere del lotto conservate al museo sono quelle donate in oblazione alla Santa Casa:
- La Caduta di Lucifero, 1551-1555 circa, olio su tela, 167×135 cm
- Il Sacrificio di Melchisedech, 1551-1555 circa, olio su tela, 172×248 cm
- Il Battesimo di Gesù, 1551-1555 circa, olio su tela, 170×135 cm
- L’Adorazione del Bambino
- Cristo e l’adultera, 1546-55

Quelle lasciate in testamento:
- L’Adorazione dei Magi, 1554-1555 circa, olio su tela, 170×135 cm
- La Presentazione di Gesù al tempio, 1552-1556, olio su tela, 172×136,5 (incompiuto dalla morte)

Quelle che ornavano la Cappella Spagnola prima della ristrutturazione ottocentesca:
- I Santi Cristoforo, Rocco e Sebastiano, 1532-34
- Il Combattimento tra  la Fortezza e la Fortuna, prima del 1546

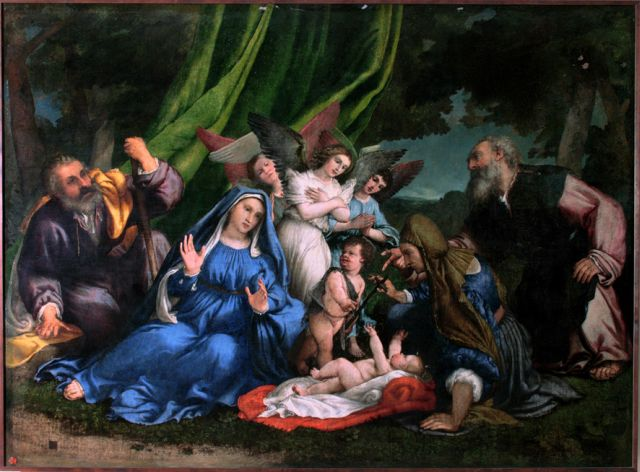
L’Adorazione del Bambino
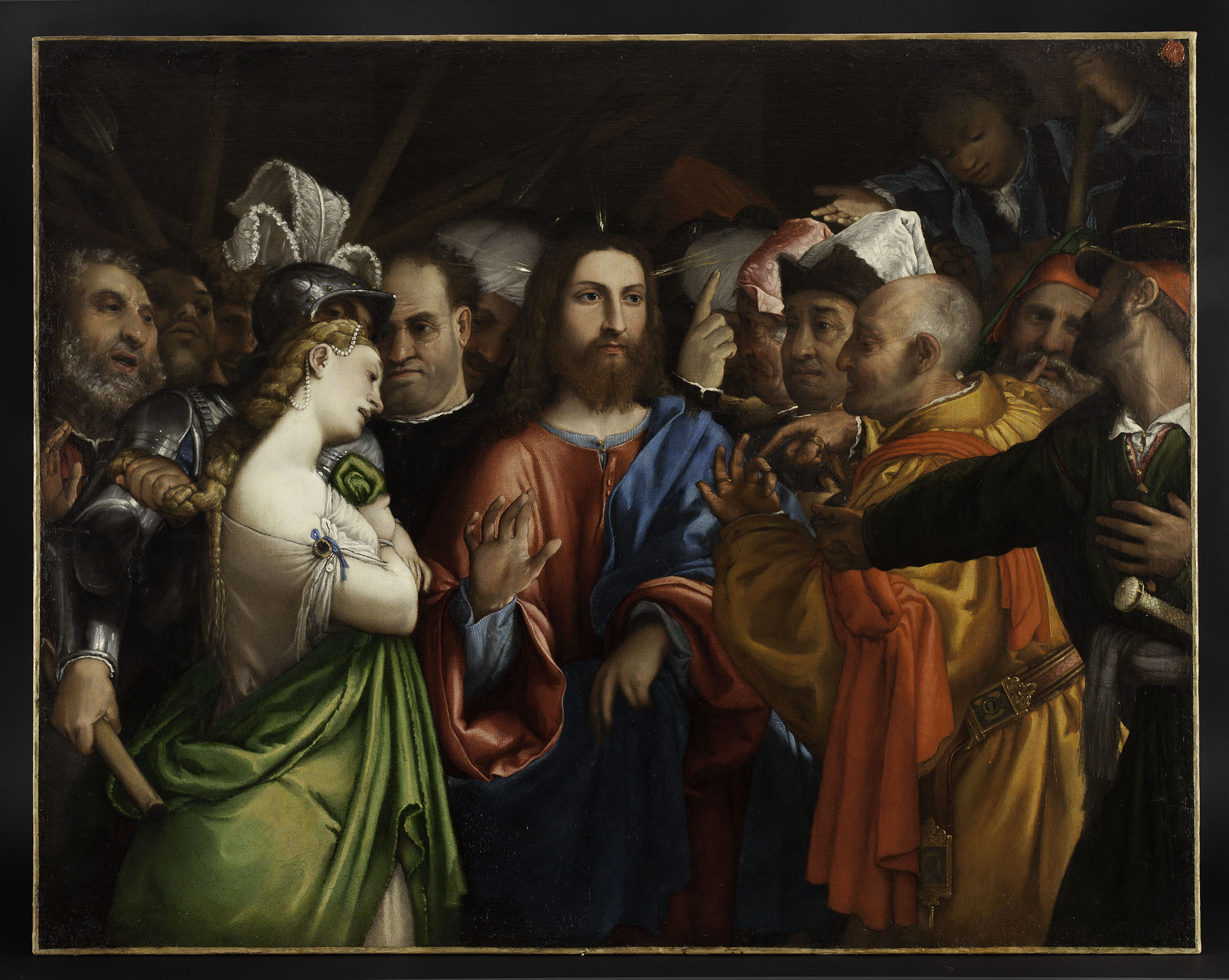
Cristo e l'adultera
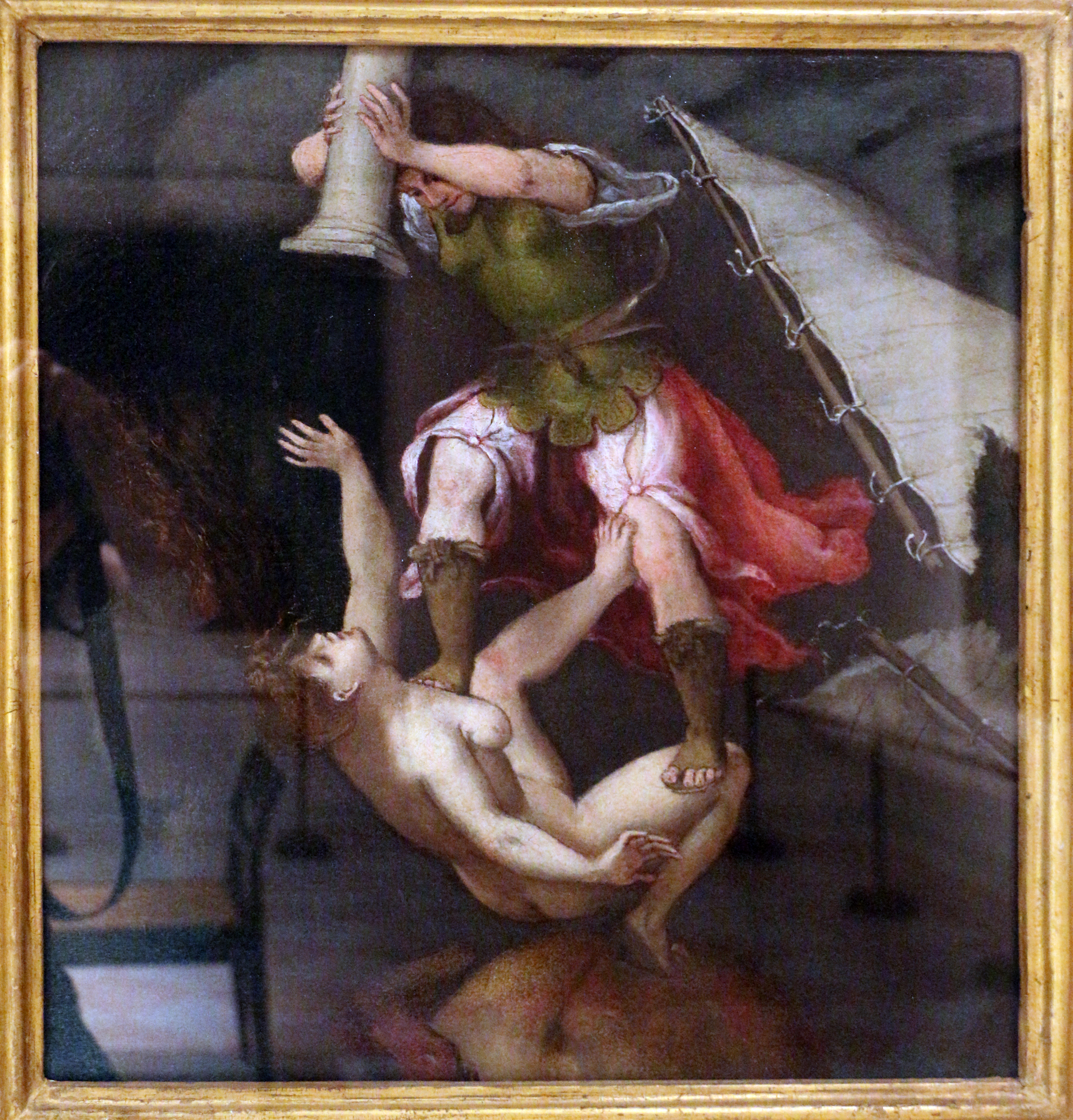
Combattimento tra  la Fortezza e la Fortuna

### Pomarancio

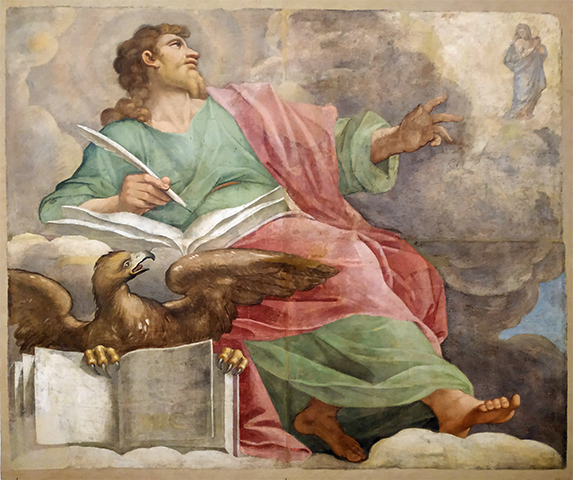
San Giovanni Evangelista, di Cristoforo Roncalli

Cristoforo Roncalli, detto il Pomarancio eseguì un ciclo d'affreschi per la cupola della basilica tra il 1610 e il 1614.  Vi dipinse i Quattro Evangelisti e  figure di Angeli, nei archi; otto Dottori della Chiesa greca  e sedici Putti reggenti stemmi papali e cardinalizi, nel tamburo e infine, nella volta, una Gloria di Angeli. Molto deteriorati, tra il 1888 ed il 1891 essi furono staccati da Ottaviano  Ottaviani e riportati su tela.
Inoltre nel museo è conservata anche la tela di San Carlo Borromeo genuflesso davanti al crocefisso, eseguita nel 1614 per una Cappella laterale della Basilica.

### Dipinti vari

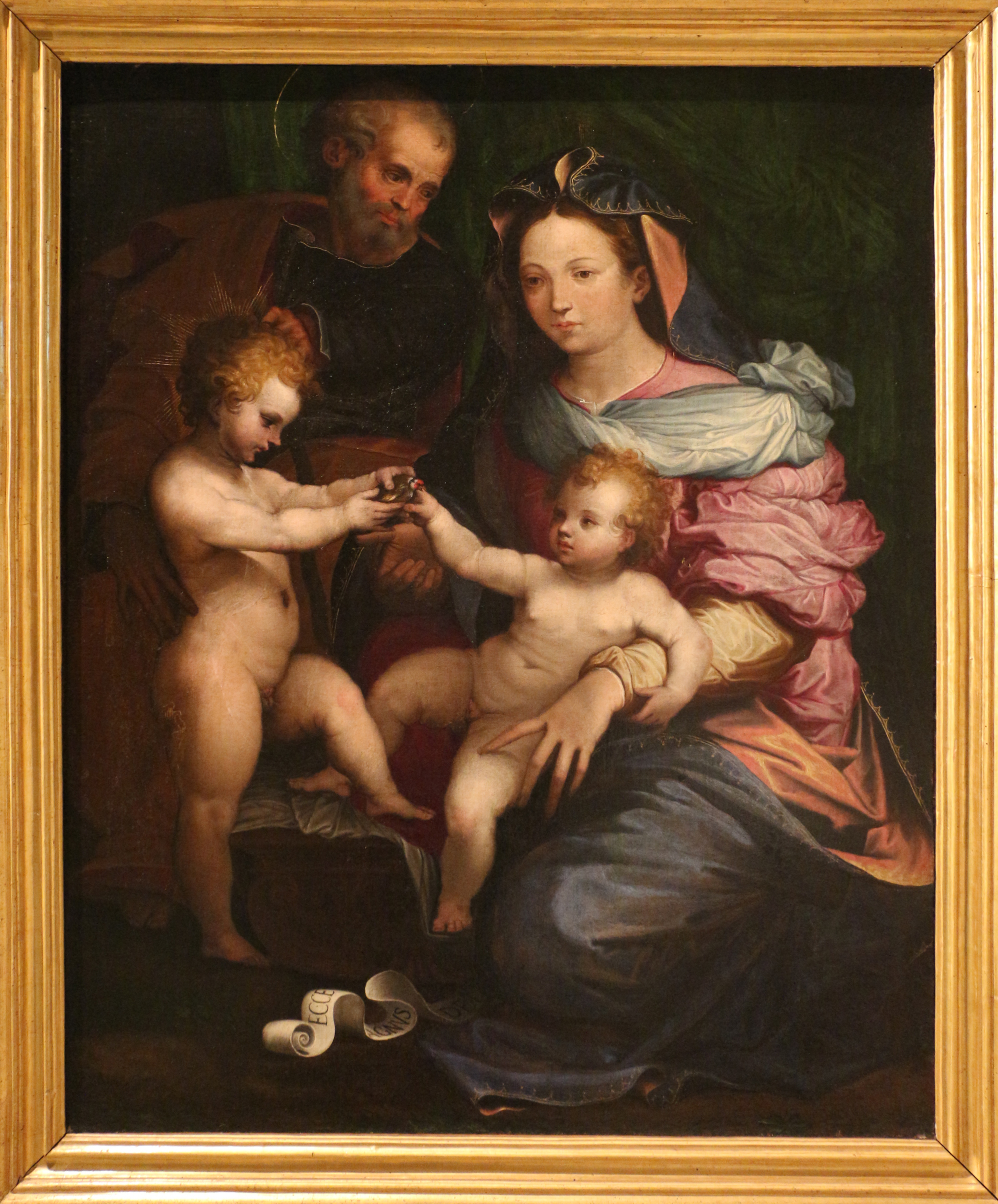
La Sacra Famiglia con San Giovannini, Perin del Vaga.

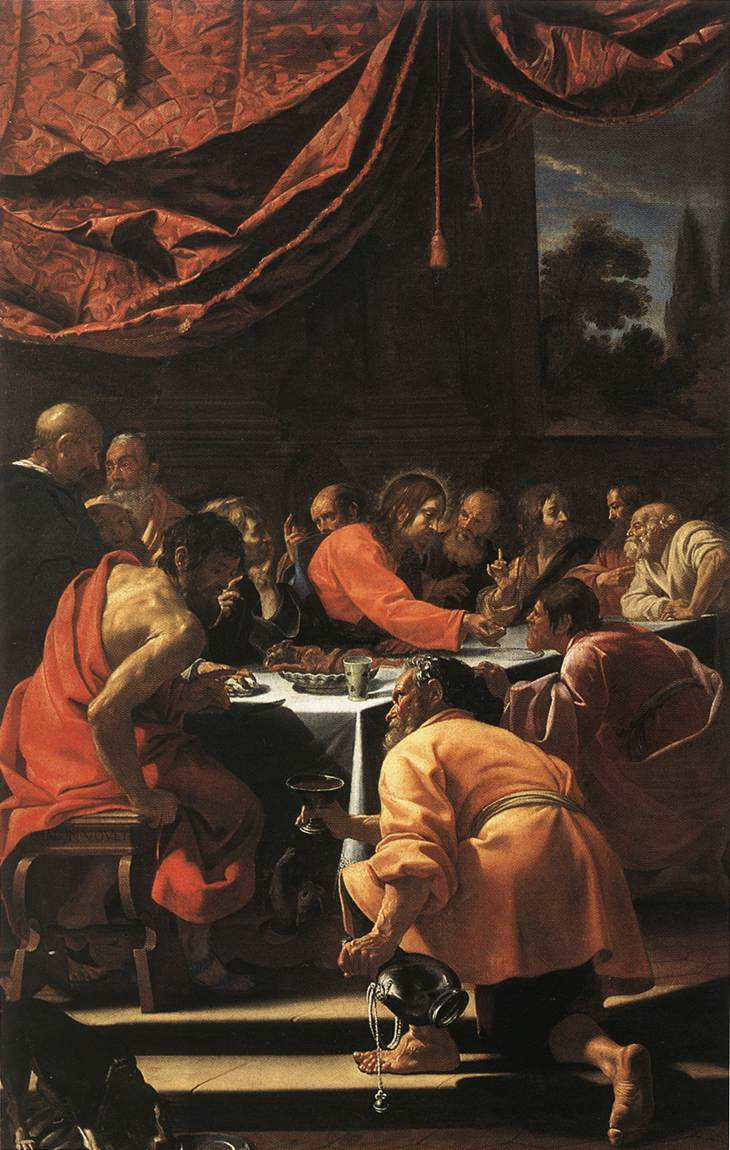
LUltima Cena di Simon Vouet.

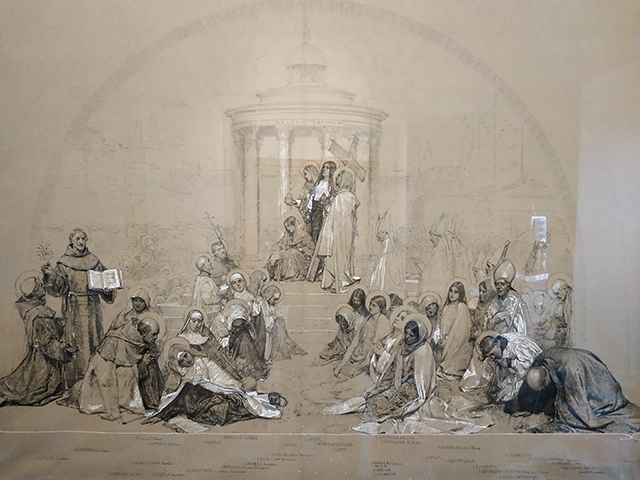
Bozzetto per una delle lunette della Cupola della Basilica: Regina Sanctorum Omnium, di Cesare Maccari

Vennero rimossi dalla basilica alla fine dell'800 quando si intraprese la sua ristrutturazione. Alcuni furono messi al museo per questioni stilistiche, altri per esser riprodotti in copie (spesso in mosaico) da esporre sugli altari o ancora per esser preservati. Gran parte risale alla seconda metà del XV secolo e vede opere di:
- Fra Carnevale
  - San Giovanni Battista, 1450 circa
- Angiolillo Arcuccio
  - Madonna di loreto, 1470 (attribuito)
- Antonio Liberi da Faenza:
  - Portelle d'organo rispettivamente con l'Angelo annunciante con il Profeta Isaia e San Luca Evangelista e con l'Annunziata, volute da Giulio II nel 1513 a copertura di un organe che era nella Sacrestia di San Giovanni. I due dipinti sono contraddistinti da una rigorosa, ariosa architettura prospettica rinascimentale nella quale sono poste le figure, testimonianza dell'essere anche architetto del suo autore.[6]
- Francesco Menzocchi da Forlì: 
  - Serie degli Apostoli, 1545-48, che decorava l’imbotte dell’arco della Cappella del SS. Sacramento (oggi Francese)[7]
  - Caduta della manna, 1545-48, in origine sulle pareti laterali della Cappella del SS. Sacramento[7]
  - Sacrificio di Melchisedec, 1545-48, in origine sulle pareti laterali della Cappella del SS. Sacramento[7]
  - Traslazione della Santa Casa, tavola del 1548 destinata al soffitto del coro (oggi Cappella Tedesca)[7]
- Perin del Vaga
  - Sacra Famiglia con San Giovannino (attribuito)
- Girolamo Muziano
- Felice Damiani:
  - Ultima Cena
  - Santa Tecla

Altri vennero eseguiti fra il XVII e il XIX secolo:
- Giovanni Baglione
- Guido Reni
- Filippo Bellini
- Simon Vouet:
  - Ultima Cena 1616-20
- Antonio Zanchi:
  - La Chiesa intercede per le anime del Purgatorio
- Giuseppe Maria Crespi
- Sebastiano Conca
- Francesco Foschi
  - Traslazione della Santa Casa
- Cesare Maccari cartoni preparatori per gli affreschi della cupola[2].

Sono presenti anche affreschi staccati di Pellegrino Tibaldi che ornavano in passato la cappella di San Giovanni Battista, oggi Cappella dell’Assunta o Cappella Americana.

### Arazzi fiamminghi

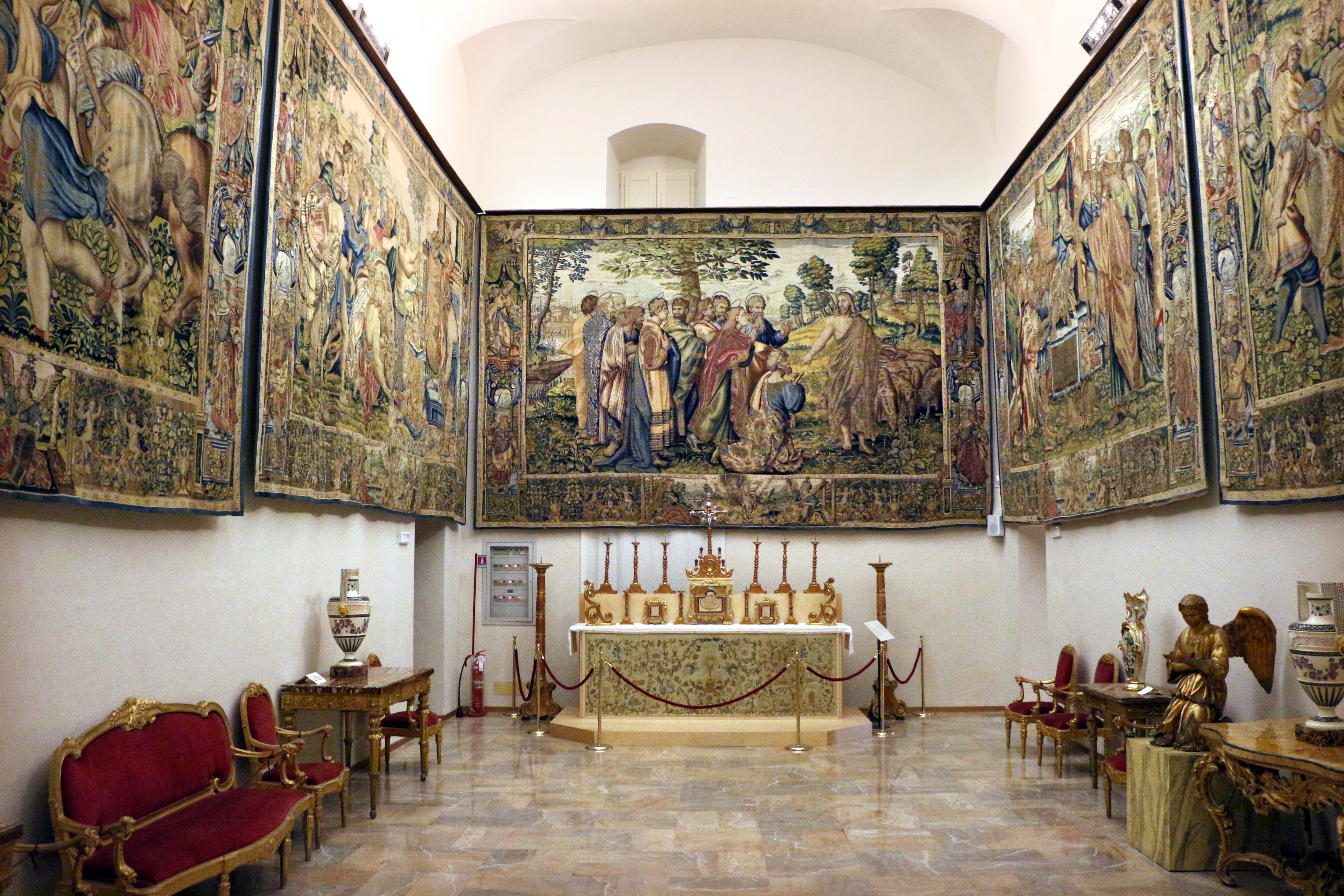
La Sala degli arazzi.

Sono conservati nel museo 10 Arazzi fiamminghi in lana, fili di seta policroma, oro, argento. Nove di essi furono tessuti fra il 1620 e il 1624 a Bruxelles da Hendrik Mattens su cartoni di Raffaello raffiguranti Episodi del Nuovo Testamento; nei bordi appaiono le quattro Virtù cardinali e nello zoccolo le tre Virtù teologali. Vennero donati al Santuario dal nobile genovese Giovanni Battista di Niccolò Pallavicino nel 1667.
Tuttavia le raffigurazioni prendono una certa libertà dai modelli raffaelleschi, e ne risultano più particolareggiati, interpretati secondo il gusto fiammingo.
L’ultimo arazzo rappresenta la Madonna col Bambino, San Giovannino e Sant’Elisabetta, detto anche della Madonna del Divino Amore, già parte della serie, ora dispersa, degli Episodi della vita della Vergine, vennero eseguiti su modelli raffaelleschi per volere del principe-vescovo di Liegi Erard de la Mark. Fu donato alla Santa Casa nel 1723, dal cardinale Pietro Ottoboni, pronipote di papa Alessandro VIII.

### Maioliche da farmacia
Legata alla Spezieria della Santa Casa le maioliche erano adibite alla conservazione di unguenti, pillole ed altri medicamenti. Ne fanno parte  tre principali raccolte:
- 350 pezzi della bottega urbinate di Orazio Fontana tutti decorati con Scene bibliche e mitologiche. Vennero donati dal cardinale Giulio Feltrio Della Rovere, protettore della Santa Casa dal 1564 al 1578[9].
- 111 pezzi, acquistati nel 1631 dalla bottega dei Patanazzi, decorati con figurazioni raffaellesche. Le scene sono tratte dalla Bibbia, dalle Metamorfosi di Ovidio, dalla Storia di Roma antica, della Sicilia e della Magna Grecia[9].
- 3 piatti delle botteghe urbinati offerti nel 1645
- 4 albarelli di Francesco Antonio Saverio Grue (1686-1746), firmati dall’autore e completati da madrigali sul lato posteriore[9].

### Tesoro della Santa Casa
È costituito da oggetti di oreficeria e arredi sacri che furono donati nel corso dei secoli dai fedeli alla Madonna di Loreto. Originariamente era custodito nella Sacrestia Nova, poi denominata Sala del Tesoro, fatta costruire all’interno della Basilica dal cardinale Antonio Maria Gallo, protettore della Santa Casa, per conservarvi i numerosi doni votivi. È anche detta Sala del Pomarancio, dal nome dell'artefice del soffitto.
Devastazioni, furti e requisizioni ne hanno causato, nel tempo, la dispersione. Il ricordo rimane soltanto nei registri delle donazioni conservati presso l’Archivio Storico della Santa Casa. Dopo la spoliazione napoleonica del 1797, in seguito gli accordi del  Trattato di Tolentino tra Stato Pontificio e Francia, e a un successivo furto avvenuto nel 1974 all’interno della Sala del Tesoro, gli oggetti di Oreficeria sacra rimasti furono trasferiti ed esposti nel Museo Pontificio della Santa Casa.
Fra questi spiccano:
- Crocifisso in argento, modellato dal Giambologna, dono della principessa Giovanna d'Austria, sposa del Granduca di Toscana, Francesco I de' Medici, pellegrina alla Santa Casa di Loreto nel maggio 1573.[10] Il Crocifisso, con elaborata base in ebano sulla quale sono intagliati fiori e ciuffi d'erba, dietro la quale è l'iscrizione dedicatoria, è il primo in metallo realizzato dall'artista.[11]
- 2 Navicelle per incenso, in agata e diaspro orientale, con anse a voluta zoomorfa in oro smaltato ed eleganti fregi traforati, opere fiorentine donate da famiglie nobiliari intorno al 1570[10].
- Crocifisso in cristallo di rocca, probabile manifattura spagnola degli inizi del secolo XVII.  Venne offerto da Carlo IV di Spagna pellegrino al Santuario mariano, il 14 febbraio 1816, insieme alla consorte Maria Luisa di Parma[10].

## Tatuaggio lauretano
Già a partire dal Medioevo a Loreto era praticato il tatuaggio devozionale ai pellegrini che arrivavano per venerare il Santuario. Con il passare del tempo, il tatuaggio divenne un simbolo di passaggio per la città, che spesso era richiesto anche da chi non vi si recava per motivi ecclesiastici e chi volesse conservare un ricordo del luogo.
In antichità il tatuaggio era utilizzato dai cavalieri crociati come simbolo di appartenenza alla religione cristiana, con lo scopo di rendere i suddetti soldati riconoscibili tra i caduti in battaglia e poterli così seppellire seguendo i rituali cristiani.
Secondo la principale studiosa del tatuaggio lauretano, Caterina Pigorini Beri, l’origine della pratica è da ricondursi all’agiografia di San Francesco d’Assisi:

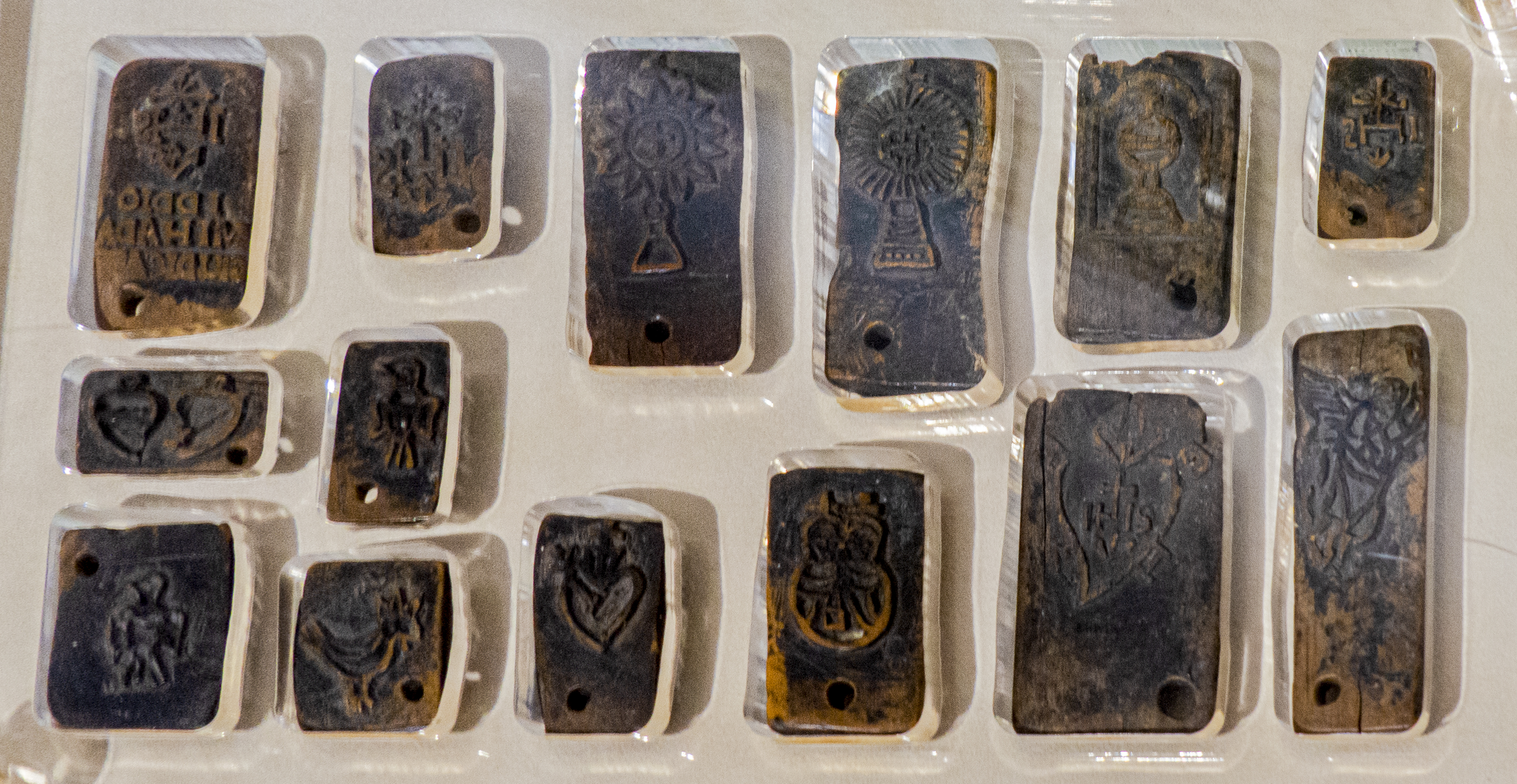
Tavolette in legno di bosso utilizzate come modelli per i tatuaggi.

Il metodo utilizzato dai marcatori (gli equivalenti degli odierni tatuatori) era il seguente:
Di norma il marcatore usava pungere la pelle con un ago o con uno spillo, ma a Loreto veniva impiegata la penna a tre punte.
Dato che non tutti si facevano tatuare immagini sacre, nacquero anche simboli e figure profane, spesso legati a riti scaramantici: ancore, stelle ed oggetti legati alla navigazione (tipici dei marinai), memento mori, cuori e altri simboli mondani.